# Salmon River (Sankt-Lorenz-Strom)
Der Salmon River (englisch; in den USA) oder Rivière aux Saumons (französisch; in Kanada) ist ein etwa 88 km rechter Nebenfluss des Sankt-Lorenz-Stroms im US-Bundesstaat New York und in der kanadischen Provinz Québec. Der Flussname heißt wörtlich übersetzt „Lachs-Fluss“.

## Flusslauf
Der Salmon River hat seinen Ursprung in den 479 m hoch gelegenen Elbow Ponds in den Adirondack Mountains. Er fließt in überwiegend nordnordwestlicher Richtung durch den Franklin County. Bei Flusskilometer 69 befindet sich ein Wehr (⊙) am Ausfluss aus dem Mountain View Lake. Dabei passiert er die Städte Malone und Fort Covington. In Fort Covington mündet der Little Salmon River von links in den Fluss. In Québec legt der Salmon River lediglich 6 km zurück, bevor er 15 km östlich von Cornwall in den Lac Saint-François, welcher vom Sankt-Lorenz-Strom durchflossen wird, mündet. In Québec liegt die Kantonsgemeinde Dundee am Flussufer.

## Hydrologie
Bei Flusskilometer 55 bei Chasm Falls wurde zwischen 1925 und 2013 der Abfluss gemessen. Der mittlere Abfluss betrug dort 6,79 m³/s. Die größten monatlichen Abflüsse treten gewöhnlich im April auf mit einem Mittelwert von 15,49 m³/s.

## Wasserkraftanlagen
Brookfield Power betreibt zwei Laufwasserkraftwerke am Salmon River:
- 10 km südlich von Malone befindet sich das Chasm-Wasserkraftwerk (⊙) mit 4 MW (3 Turbinen) unterhalb des Chasm Falls-Wasserfall.[5][6]

- Das Macomb-Wasserkraftwerk (⊙) befindet sich 4 km nördlich von Malone mit einer Leistung von 1 MW (1 Turbine).[5]